# Sanatorium Tama Zenshōen
Le sanatorium Tama Zenshōen, ou sanatorium national Tama Zenshōen (国立療養所多磨全生園, Kokuritsu ryōyōjo Tama Zenshōen), pour lépreux ou anciens lépreux se trouve dans la ville d'Higashimurayama-shi, à Tokyo-to. Il est fondé en 1909.

## Histoire

### Contexte
Le gouvernement japonais promulgue la première loi de prévention de la lèpre le 19 mars 1907, mais elle n'est effective que le 1er avril 1909 en raison de difficultés financières. Le Japon est alors divisé en 5 zones. La première zone comprend Tokyo-fu ainsi que les préfectures de Kanagawa, Niigata, Saitama, Gunma, Chiba, Ibaraki, Tochigi, Aichi, Shizuoka, Yamanashi et Nagano. Dans ce secteur, Tokyo est choisi comme site du sanatorium.
Les deux principales raisons de la loi sur la prévention de la lèpre sont : 
1. Les étrangers qui viennent au Japon après la restauration Meiji de (1868), sont très surpris de trouver des malades de la lèpre errants et affirment que quelque chose doit être fait.
2. Le gouvernement japonais est préoccupé par le nombre considérable de malades de la lèpre parmi ceux qui sont examinés dans le cadre de la conscription à 20 ans.

### Directeurs
- avril 1909 : Tokutaro Ohno (directeur par intérim)
- septembre 1909 : Kensuke Mitsuda (médecin chef)
- mars 1910 : Saijiro Ikeuchi
- février 1914 : Kensuke Mitsuda
- mai 1931 : Yoshinobu Hayashi
- juillet 1963 : Ryoichi Yajima
- avril 1976 : Masao Arai
- avril 1977 : Kishio Ohnishi

### Nombre de patients en fin d'exercice
| Année | Hommes | Femmes | Total |
| ----- | ------ | ------ | ----- |
| 1909  | 165    | 63     | 228   |
| 1920  | 338    | 133    | 471   |
| 1930  | 762    | 291    | 1053  |
| 1940  | 805    | 403    | 1208  |
| 1950  | 733    | 411    | 1144  |
| 1960  | 771    | 407    | 1178  |
| 1970  | 660    | 375    | 1035  |
| 1978  | 640    | 360    | 1000  |

| Année | Nombre de patients hospitalisés |
| ----- | ------------------------------- |
| 2003  | 447                             |
| 2004  | 417                             |
| 2005  | 371                             |
| 2006  | 358                             |
| 2007  | 334                             |
| 2008  | 319                             |

## Musée et centre de recherche
Le Musée national de la maladie de Hansen se trouve dans un quartier voisin, tout comme l'Institut des maladies infectieuses (un centre de recherches sur la lèpre).

## Culture
Le film Les Délices de Tokyo de Naomi Kawase a été en partie tourné dans le sanatorium, et fait référence à la vie d'une malade. Le sanatorium est appelé Tenshōen dans le roman Les Délices de Tokyo de Durian Sukegawa dont a été tiré le film.
Le réalisateur Hayao Miyazaki entretient de fortes relations avec le sanatorium, et soutient l'association des résidents pour faire du parc et de l'établissement une « Forêt des droits de l’homme ».